# 道の駅十津川郷
道の駅十津川郷（みちのえき とつかわごう）は、奈良県吉野郡十津川村小原にある国道168号の道の駅である。

## 施設
- 駐車場
  - 普通車：23台[1]
  - 大型車：3台[1]
  - 身障者用：1台[1]
- トイレ
  - 男性：大・小8
  - 女性：7
  - 身障者用：1
- 総合観光案内所
- 特産品コーナー（9:00 - 17:00）
- そば処「行仙」（ぎょうせん、11:00 - 15:00）[1][4]
- 山里の文化「むかし館」（9:00 - 17:00）[1]
- 足湯（24時間）[1]
- 歴史民俗資料館[4]（当駅敷地内に設置、9:00 - 17:00）[5]

### 管理団体
- 設置者：十津川村
- 指定管理者：ほんまもんグループ[6]

## 休館日
- 無休（1月1日を除く）[1]
  - 歴史民俗資料館：毎週火曜日・年末年始（12月29日 - 1月3日）

## アクセス
- 国道168号 - 登録路線

公共交通機関（路線バス）
- 近畿日本鉄道（近鉄） 大和八木駅または西日本旅客鉄道（JR西日本）・東海旅客鉄道（JR東海）紀勢本線 新宮駅より奈良交通「八木新宮特急バス」（八木新宮線）で「十津川村役場」バス停下車[4][7]。

## 周辺
- 十津川
- 十津川村役場
- 五條警察署十津川警察庁舎（奈良県警察）
- 湯泉地温泉「泉湯」[4] - 当駅から約500mの位置にある[1]。